# Mattia Cattaneo
Mattia Cattaneo (Alzano Lombardo, 25 de octubre de 1990) es un ciclista profesional italiano que desde 2020 corre para el equipo Soudal Quick-Step.

## Palmarés
2011
- Girobio
- Gran Premio Sportivi di Poggiana
- Gran Premio Capodarco

2012
- Ruota d'Oro

2017
- 1 etapa del Tour La Provence

2019
- Giro de los Apeninos[1]

2021
- 3.º en el Campeonato de Italia Contrarreloj
- 1 etapa del Tour de Luxemburgo

2022
- 2.º en el Campeonato de Italia Contrarreloj

2023
- 2.º en el Campeonato de Italia Contrarreloj
- 1 etapa del Tour de Polonia

2024
- 3.º en el Campeonato Europeo Contrarreloj

2025
- 3.º en el Campeonato de Italia Contrarreloj

## Resultados en Grandes Vueltas y Campeonatos del Mundo
Durante su carrera deportiva ha conseguido los siguientes puestos en las Grandes Vueltas y en los Campeonatos del Mundo en carretera:
| Carrera              | Carrera              | 2013 | 2014 | 2015 | 2016  | 2017 | 2018 | 2019 | 2020 | 2021 | 2022 | 2023 | 2024 | 2025 |
| -------------------- | -------------------- | ---- | ---- | ---- | ----- | ---- | ---- | ---- | ---- | ---- | ---- | ---- | ---- | ---- |
|                      | Giro de Italia       | Ab.  | 64.º | —    | —     | —    | 33.º | 28.º | —    | —    | —    | Ab.  | —    | 44.º |
|                      | Tour de Francia      | —    | —    | —    | —     | —    | —    | —    | —    | 12.º | 95.º | —    | —    | Ab.  |
|                      | Vuelta a España      | —    | —    | Ab.  | 102.º | —    | —    | —    | 17.º | —    | —    | 34.º | 23.º | —    |
| Mundial en Ruta      | Mundial en Ruta      | —    | —    | —    | —     | —    | —    | —    | —    | —    | —    | —    | 63.º | —    |
| Mundial Contrarreloj | Mundial Contrarreloj | —    | —    | —    | —     | —    | —    | —    | —    | —    | —    | 8.º  | —    | —    |

—: no participa
Ab.: abandono

## Equipos
- Lampre (2012-2016)
  - Lampre-ISD (2012)[2]
  - Lampre-Merida (2013-2016)
- Androni Giocattoli-Sidermec (2017-2019)
- Quick Step[3] (2020-)
  - Deceuninck-Quick Step (2020-2021)
  - Quick-Step Alpha Vinyl Team (2022)
  - Soudal Quick-Step (2023-)